# Christin Freitag
Christin Freitag (* 15. Mai 1984 in Grevesmühlen) ist eine deutsche Filmregisseurin und Drehbuchautorin von Spiel- und Dokumentarfilmen.

## Leben und Werk
Christin Freitag wurde an der Ostsee geboren und wuchs dort auf. Während ihrer Schulzeit drehte sie ihre ersten Kurzfilme und arbeitete als freie Journalistin und Fotografin bei der Ostsee-Zeitung. Nach ihrem Abitur 2003 arbeitete sie in Berlin als Regie- und Produktionsassistentin und studierte Theaterwissenschaften an der Freien Universität Berlin.
Freitag ist Absolventin der Deutschen Film- und Fernsehakademie Berlin. Dort studierte sie ab 2008 Filmregie. Ihre fiktionalen und ihre dokumentarischen Arbeiten wurden mehrfach auf Festivals ausgezeichnet.
2012 gewann sie mit ihrem ersten Dokumentarfilm FEIERTAGE den Deutschen Kurzfilmpreis – die LOLA in Gold. Der Film porträtiert ihre Großeltern und erzählt von den stoischen, humorvollen Eigenarten des Alters. Die Jury begründete die Auszeichnung wie folgt:

„Der Film fängt wie nebenbei und mit leisem Humor viele Nuancen ein, die aus dieser Miniatur etwas viel Größeres machen: einen Film über das Alter, das Zusammenleben, Familie, Heimat. Uns hat beeindruckt, dass „Feiertage“ sich traut, ohne große Sensationen auszukommen und stattdessen die kleinen Sensationen dort aufspürt, wo wir kaum hinschauen, weil es uns zu vertraut ist – im ganz normalen Leben.“

Ihr erster Langfilm LET THE BELL RING, angesiedelt in der Boxsportszene Kaliforniens, wurde 2018 für den deutschen Nachwuchspreis First Steps nominiert. Eine Erzählung über den steinigen Weg des Nachwuchsboxers Malcolm, seines Trainers Jessie und der Lebensfreude einer ganzen Community. Er feierte seine internationale Premiere auf dem Züricher Film Festival, gewann bei seiner deutschen Premiere auf dem Filmfestival Max Ophüls den Preis für die beste Musik und auf dem Filmkunstfestival MV den Preis für den Besten Film. Bei seiner amerikanischen Premiere auf dem DOC LA wurde er als Bester Film mit dem Student Award und für die Beste Kamera ausgezeichnet und gewann den Publikumspreis.

„Man braucht kein Faible für Boxsport, um sich von dieser minutiös komponierten, glänzend fotografierten Studie fesseln zu lassen, die erst auf der Leinwand ihre ganze ästhetische Wucht entfaltet. Ein visueller Reigen aus Schweißregen, extremen Totalen, gleißendem Gegenlicht, Slowmotion – mal unterlegt von treibenden Sounds, dann wieder abgebremst zu szenischen Stillleben, die einzig dem Gesprochenen einen Altar bauen. [...] Freitags Film fängt nicht nur die an Selbstfolter grenzender Schinderei ein. Ihr intimes Portrait der Boxstall-Crew, in der bereits Kinder anheuern, erzählt auch viel über den aktuellen Rassismus in den USA – der Gewalt gegenüber Schwarzen und die Ausgeburten ihrer Ohnmacht, die sie sich von der Seele boxen.“

## Filmografie

### Regie
- 2009: Einfach (Kurzspielfilm)
- 2012: Tourist (Kurzspielfilm)
- 2012: Feiertage (Kurzdokumentarfilm)
- 2013: Inner City Arts – It Will Be Great (Kurzdokumentarfilm)
- 2013: Jetzt Jetzt Jetzt (Kurzspielfilm / Mittellanger Spielfilm für rbb)
- 2015: Serenata (Werbefilm)
- 2018: Let The Bell Ring (Kinodokumentarfilm)
- 2021: Stay Live (Serie, dokumentarisch, Ep.1 & 4 für ZDFkultur)

### Drehbuch
- 2012: Tourist – Ko-Autorin mit Sebastian Köthe
- 2012: Feiertage – Ko-Autorin mit Hanna Mayser
- 2013: Inner City Arts – It Will Be Great – Ko-Autorin mit Hanna Mayser
- 2015: Serenata
- 2018: Let The Bell Ring
- 2020: Ich sehe was, was du nicht siehst
- 2021: Stay Live

### Produktion
- 2018: Let The Bell Ring – Ko-Produzentin mit der Basis Berlin Filmproduktion

## Auszeichnungen
- 2012: Deutscher Kurzfilmpreis – LOLA in Gold für Feiertage
- 2015: Bamberger Kurzfilmtage – Bamberger Reiter für den Besten Film für Jetzt Jetzt Jetzt
- 2019: DOC LA – Publikumspreis für Let The Bell Ring
- 2019: DOC LA –  Bester Film in der Kategorie Student für Let The Bell Ring
- 2019: Filmkunstfest MV – Bester Dokumentarfilm für Let The Bell Ring